# George Gordon, IV conte di Huntly
George Gordon, IV conte di Huntly (1514 – Aberdeen, 28 ottobre 1562), è stato un nobile scozzese.

## Biografia
Era il figlio di John Gordon, Lord Gordon, e di Margaret Stewart, figlia di Giacomo IV.

## Carriera
Ereditò la contea e la proprietà nel 1524 all'età di 10 anni. Come comandante dell'esercito del re ha sconfitto gli inglesi alla battaglia di Haddon Rig nel 1542, ed è stato membro del Consiglio di reggenza sotto James Hamilton, II conte di Arran e il Cardinale Beaton.
Venne catturato nella battaglia di Pinkie Cleugh, nel 1547, ma riuscì a fuggire e nel 1550 accompagnò Maria di Guisa in Francia.
Si unì ai Lord della Congregazione, nel 1560, ed era disposto ad accettare Maria, regina di Scozia, fino a quando lei trasferì la contea di Moray, che era stato dato al Conte di Huntly nel 1549, al suo fratellastro Lord James Stewart, a quel punto si ritirò nelle sue terre nel nord-est della Scozia.
Nel mese di agosto 1562, la regina Maria visitò il nord-est della Scozia. Il conte si rifiutò di farla entrare a Inverness Castle, di conseguenza venne emesso un mandato di comparizione. Egli si rifiutò di rispondere ed è stato messo fuori legge. Andò a Aberdeen, ma fu sconfitto da James Stewart, I Conte di Moray, nella battaglia di Corrichie nel mese di ottobre 1562.

## Matrimonio
Il 27 marzo 1530 sposò Elizabeth Keith, figlia di Robert Keith, master of Marischal, dalla quale ebbe nove figli e tre figlie, tra cui:
- Thomas Gordon
- George Gordon, V conte di Huntly (?-19 ottobre 1576)
- lady Margaret Gordon
- lady Jean Gordon (1546-14 maggio 1629)
- lady Elizabeth Gordon (?-1557)
- Alexander Gordon, lord Gordon
- sir John Gordon
- Adam Gordon (1545-?)

## Morte
Morì per un colpo apoplettico dopo la sua cattura.